# Milaim Rama
Milaim Rama (Zhiti, Kosovo, 29 de febrero de 1976) es un exfutbolista suizo. Jugaba de delantero y prácticamente toda su carrera la pasó en el FC Thun.

## Selección nacional
Fue internacional con la selección de fútbol de Suiza en 7 ocasiones.

## Clubes
| Club            | País     | Año       |
| --------------- | -------- | --------- |
| FC Thun         | Suiza    | 1997-2004 |
| F. C. Augsburgo | Alemania | 2004-2005 |
| FC Schaffhausen | Suiza    | 2005-2006 |
| FC Thun         | Suiza    | 2006-2012 |